# マガジン (クロアチアのバンド)
マガジン（クロアチア語:Magazin）は、クロアチア、スプリトのポップ・バンド。
マガジンは1970年代にクロアチアのスプリトにて、「ダルマティンスキ・マガジン」（Dalmatinski magazin、ダルマチアの雑誌）の名で結成された。彼らは、ダルマチアの民俗音楽の影響を受けたスタイルで、まもなく地元での音楽祭への参加を通じて知名度を上げていった。1980年代には数多くの有名な音楽祭で好成績を出し、その知名度はユーゴスラビア全域に広まっていった。
1980年代、リリャナ・ニコロヴスカ（Ljiljana Nikolovska）がバンドのリード・シンガーだった頃、にその人気は絶頂に達した。リーダーのトンチ・フリッチ（Tonči Huljić）はやがて、他のヨーロッパ諸国の民俗音楽の要素も曲に織り込んでいくようになり、しばしばクロアチアのターボ・フォークと揶揄された。しかし、そのような言説にもかかわらず、マガジンはクロアチアで最も人気・影響力のあるバンドの一つであり続けている。
マガジンは1995年、クロアチア代表としてユーロビジョン・ソング・コンテストに参加し、「Nostalgija」を歌った。

## ディスコグラフィー

### Slatko stanje
- 1982年（The Sweet State）
- 歌手: マリヤ・クズミッチ（Marija Kuzmić）
- 初年売上げ2000枚

### Kokolo
- 1983年
- 歌手: リリャナ・ニコロヴスカ（Ljiljana Nikolovska）
- 初年売上げ170000枚

### O、la、la
- 1984年
- 歌手: リリャナ・ニコロヴスカ
- 初年売上げ12000枚

### Piši mi
- 1985年（Write to Me）
- 歌手: リリャナ・ニコロヴスカ
- 初年売上げ380000枚

### Put putujem
- 1986年（I am Traveling）
- 歌手: リリャナ・ニコロヴスカ
- 初年売上げ570000枚

### Magazin
- 1987年（Magazine）
- 歌手: リリャナ・ニコロヴスカ
- 初年売上げ630000枚

### Besane noći
- 1988年（Sleepless Nights）
- 歌手: リリャナ・ニコロヴスカ
- 初年売上げ460000枚

### Dobro jutro
- 1989年（Good Morning）
- 歌手: リリャナ・ニコロヴスカ
- 初年売上げ380000枚

### Da mi te zaljubit u mene
- 1991年（If I Could Make You Fall In Love With Me）
- 歌手: ダニイェラ・マルティノヴィッチ（Danijela Martinovic）
- 初年売上げ50000枚

### Došlo vrijeme
- 1993年（The Time Has Come）
- 歌手: ダニイェラ・マルティノヴィッチ
- 初年売上げ40000枚

### Najbolje godine
- 1993年（The Best Years）
- 歌手: リリャナ・ニコロヴスカ
- 初年売上げ430000枚

### Simpatija
- 1994年（Sympathy）
- 歌手: ダニイェラ・マルティノヴィッチ
- 初年売上げ41000枚

### Nebo boje moje ljubavi
- 1998年（The sky in the color of my Love）

### Da si ti ja
- 1998年（If you were Me）
- 歌手: イェレナ・ロズガ
- 初年売上げ120000枚

### Minus i plus
- 2000年（Minus and Plus）
- 歌手: イェレナ・ロズガ
- 初年売上げ42000枚

### S druge strane mjeseca
- 2002年（From the other side of the Moon）
- 歌手: イェレナ・ロズガ
- 初年売上げ22000枚

### Paaa..?
- 2004年（Well...）
- 歌手: イェレナ・ロズガ
- 初年売上げ28000枚

### Dama i car
- 2007年（Lady and Emperor）
- 歌手: イヴァナ・コヴァチュ（Ivana Kovač）

### Bossa n' Magazin
- 2008年
- 歌手: イヴァナ・コヴァチュ

## メンバー
- ジェリコ・バリチッチ（Željko Baričić、1979年 - ） - ギター
- ネナド・ヴェサノヴィッチ（Nenad Vesanović、1979年 - ） – ベース・ギター
- アンテ・ミレティッチ（Ante Miletić、1984年 - ） – ドラムス
- イヴァン・フリッチ（Ivan Huljić、2006年 - ） – シンセサイザー
- アンドレア・シュシュニャラ（Andrea Šušnjara、2010年 - ）

### 元メンバー
- イゴル・ビオチッチ（Igor Biočić、1979年） – ベース・ギター
- ミロ・ツルンコ（Miro Crnko、1979年） – シンセサイザー
- マイダ・ショレティッチ（Majda Šoletić、1979年 - 1982年） – ヴォーカル
- ゾラン・マリンコヴィッチ（Zoran Marinković、1979年 - 1984年）
- トンチ・フリッチ（Tonči Huljić、1979年 - 2006年） – シンセサイザー
- マリヤ・クズミッチ（Marija Kuzmić、1982年 - 1983年） – ヴォーカル
- リリャナ・ニコロヴスカ（Ljiljana Nikolovska、1982年 - 1990年） – ヴォーカル
- ダニイェラ・マルティノヴィッチ（Danijela Martinović、1990年 - 1996年） – ヴォーカル
- イェレナ・ロズガ（Jelena Rozga、1996年 - 2006年） – ヴォーカル
- イヴァナ・コヴァチュ（Ivana Kovač、2006年 - 2010年） – ヴォーカル